# 弗雷斯諾太平洋大學

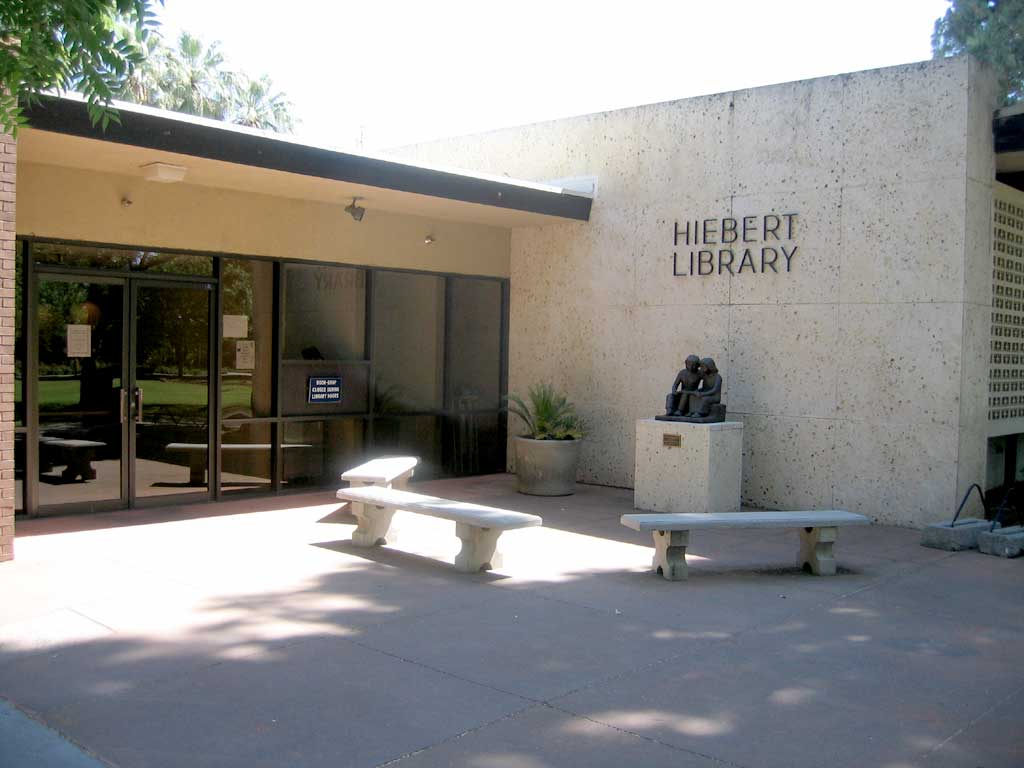
大學圖書館“Hiebert Library”

弗雷斯諾太平洋大學（Fresno Pacific University，縮寫：FPU）是位於美國加利福尼亞州弗雷斯諾的一所私立大學，由門諾兄弟會創立於1944年。1965年開始提供學士學位， 1975年開始提供碩士學位。 2015年《美國新聞與世界報道》 “西部地區大學”排名中排在第40位。

## 外部連結
- Official website （页面存档备份，存于）
- Official athletics website （页面存档备份，存于）